# Michel Lachanodrakôn
Michel Lachanodrakôn (en grec : Μιχαήλ Λαχανοδράκων) est un général byzantin et un partisan fanatique de l'iconoclasme sous le règne de l'empereur Constantin V. Il meurt le 20 juillet 792. Du fait de son fanatisme, il devient rapidement un personnage important et en 766, il est nommé stratège du thème des Thracésiens. Il met alors en place une série de mesures répressives à l'encontre des pratiques iconodules qui visent plus particulièrement les monastères. Toutefois, c'est aussi un général talentueux qui dirige plusieurs campagnes contre les Arabes avant de tomber en disgrâce en 782. Il retrouve les faveurs impériales en 790 et meurt lors de la bataille de Marcellae contre les Bulgares en 792.

## Persécution des iconodoules
On ne connaît rien des origines et de la jeunesse de Lachanodrakôn. Il est en général mal perçu par les sources historiques de l'époque car elles sont écrites à la suite du succès définitif des iconodoules. Certaines sources le surnomment ho Drakon (le Dragon, en allusion à son nom et à la Bête de l'Apocalypse). Du fait du fervent iconodoulisme des historiens de l'époque, il est fort probable que leurs descriptions des actions de Michel Lachanodrakôn (surtout celles concernant ses mesures iconoclastes) sont sujettes à des exagérations voire parfois erronées. 
Lors du concile de Hiéreia en 754, Constantin V proclame que l'adoration des icônes est une hérésie et de fait, il fait de la promotion de l'iconoclasme un des grands traits de sa politique impériale. Au départ, les iconodoules ne sont pas persécutés mais leur résistance augmentant, Constantin finit par réprimer le mouvement et notamment les moines. En outre, la découverte d'un vaste complot iconophile contre Constantin impliquant plusieurs personnages civils et militaires haut placés en 766 entraîne la mise en place d'un vaste mouvement de persécution. Le patriarche Constantin II et d'autres hauts personnages sont déposés, emprisonnés, humiliés publiquement avant d'être exécutés. Ils sont remplacés par de fervents iconoclastes. De surcroît, la vénération des reliques sacrées et les prières envers les Saints et la Vierge Marie sont aussi condamnées. 
D'après la Vie de saint Étienne le Jeune, Michel Lachanodrakôn participe à la persécution des iconodoules dès 763-764. Sur ordre de l'empereur, il conduit un groupe de soldats au sein du monastère de Pélécète dans l'Hellespont où il arrête 38 moines qu'il envoie à Constantinople où ils subissent diverses formes de torture et de mutilations. Après avoir brûlé le monastère, il emmène les captifs à Éphèse où ils sont exécutés. En 766-767, à la suite du remaniement impérial, Lachanodrakôn est récompensé en devenant stratège du thème des Thracésiens et reçoit le titre de patrice et de protospathaire impérial comme l'atteste son sceau. Il commence alors une féroce répression contre les monastères et les iconophiles. Selon Théophane le Confesseur, il convoque en 769-770 les moines et les nonnes de son thème à Éphèse, les rassemble au sein du Tzykanisterion (le stade) de la ville et les contraint à se marier, menaçant de les aveugler et de les exiler à Chypre s'ils refusent. Bien que plusieurs refusent et deviennent selon Théophane des martyrs, d'autres obéissent. Les sources précisent que les moines exilés à Chypre sont capturés par les Arabes. Michel Lachanodrakôn poursuit la persécution des moines en vendant les monastères de la région avec toutes leurs possessions, y compris la vaisselle liturgique et les livres sacrés. Si les descriptions de Théophane sont probablement exagérées, elles n'en reflètent pas moins la réalité d'une violente persécution. Selon Théophane le Confesseur repris par Warren Treadgold, il n'y avait plus de moines dans toute la province des Thracésiens en raison des actions de Lachanodrakôn.

## Activités militaires

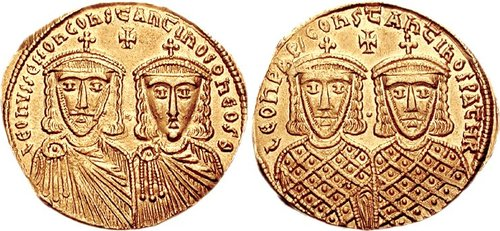
Pièce en or représentant Léon IV et son fils et coempereur Constantin VI.

Lachanodrakôn se révèle aussi être un général efficace et il remporte plusieurs campagnes contre les troupes du califat abbasside à la frontière orientale de l'empire. Lors du règne de Léon IV (le fils de Constantin V) entre 775 et 780, il semble avoir détenu un des plus importants postes militaires et il dirige plusieurs expéditions réunissant des troupes de plusieurs thèmes contre les Arabes.
La première de ces expéditions intervient en 778 quand il anticipe un raid arabe et lance une importante armée à l'assaut de Germanicie. S'il échoue à prendre la ville (Théophane affirme que Lachanodrakôn a été payé par les Arabes pour qu'il lève le siège), l'armée byzantine défait une force de secours arabe lors de la bataille de Germanicia. Michel Lachanodrakôn profite de ce succès pour piller la région et faire de nombreux prisonniers, principalement Jacobites, qui sont ensuite installés en Thrace,. En 780, Lachanodrakôn tend une embuscade victorieuse contre une armée arabe dans le thème des Arméniaques et le fils du général arabe Tumama ibn al-Walid y est tué. L'historien arabe al-Tabari mentionne qu'en 781, Michel Lachanodrakôn contraint une nouvelle invasion arabe dirigée par Abd al-Kabir à se replier sans même mener de batailles bien que Théophane attribue ce succès au sakellarios Jean. Toutefois, en 782, Michel est vaincu par le général arabe al-Barmaqi lors d'une grande offensive arabe dirigée par le calife Hâroun ar-Rachîd. Selon Théophane, les pertes byzantines s'élèvent à 15 000 hommes. Du fait de cette défaite et de son iconoclasme, il tombe en disgrâce et est privé de son poste par l'impératrice iconodoule Irène l'Athénienne.
Michel Lachanodrakôn réapparaît en 790 quand le jeune empereur Constantin VI conspire pour mettre fin à la régence de sa mère. Le général est envoyé par Constantin dans le thème des Arméniaques pour s'assurer de l'allégeance de ses soldats. Le jeune empereur parvient à s'émanciper de sa mère en décembre 790 et c'est sûrement à la même date que Michel Lachanodrakôn est récompensé de sa loyauté en recevant le titre de magister officiorum. Selon Théophane, il participe ensuite à la campagne impériale de 792 contre les Bulgares qui conduit à la désastreuse défaite de Marcellae le 20 juillet où Michel est tué. L'historien Jean Skylitzès affirme que la mort de Michel Lachanodrakôn n'intervient que lors de la bataille de Versinikia (de nouveau contre les Bulgares) en 813 mais c'est une erreur.